# Śląsk Wrocław

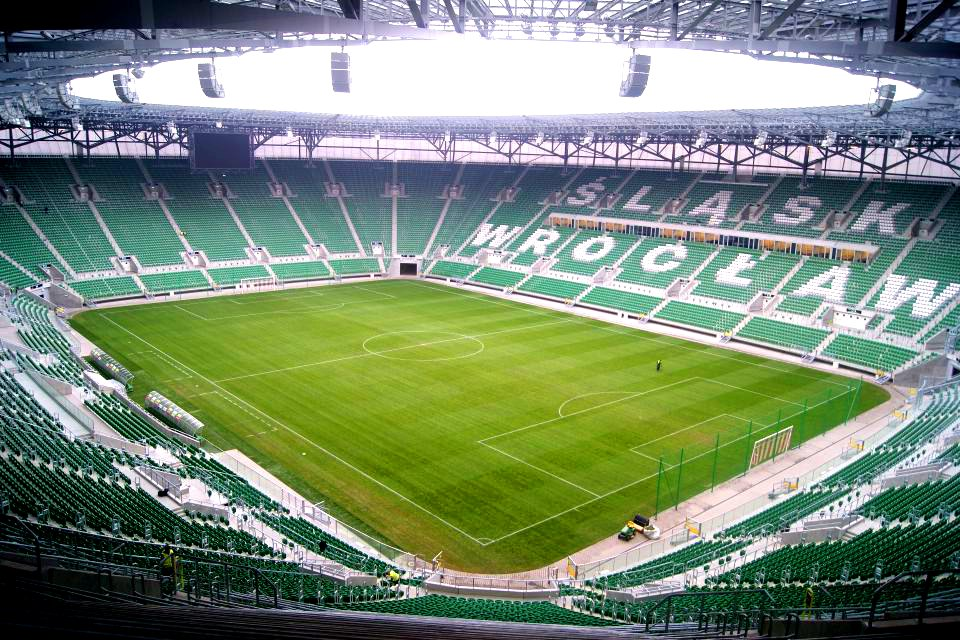
Die Tarczyński Arena in Breslau (2011)

Śląsk Wrocław (voller Name: Wrocławski Klub Sportowy Śląsk Wrocław SA, deutsch „Breslauer Sportklub Schlesien Breslau“), im deutschen Sprachraum auch Slask Breslau, ist ein Sportverein aus der polnischen Stadt Breslau (polnisch Wrocław). Śląsk Wrocław steht auf dem achten Platz der Ewigen Tabelle der Ekstraklasa.

## Geschichte
Der Verein wurde 1946 als Pionier Wrocław gegründet und in den 1950er Jahren in OWKS Wrocław (Okręgowy Wojskowy Klub Sportowy, deutsch Kreis-Armeesportklub) und CWKS Wrocław (Centralny Wojskowy Klub Sportowy, deutsch Zentraler Armeesportklub) umbenannt, bevor er 1957 zum WKS Śląsk Wrocław (Wojskowy Klub Sportowy, deutsch Armeesportklub) wurde. Seit 1997 steht das WKS für Wrocławski Klub Sportowy (deutsch Breslauer Sportklub), was die Lösung von der Trägerschaft der Armee dokumentiert.
Die Farben des Vereins sind Grün-Weiß-Rot. Diese Farben bilden auch die Umrandung des Vereinswappens, in dessen Mitte das von 1948 bis 1990 gültige Stadtwappen zu sehen ist, das auf der linken Seite den polnischen und auf der rechten Seite den schlesischen Adler zeigt. Neben der Fußball- verfügte der Klub über eine bekannte Basketball-Abteilung und über eine Handball-Abteilung, deren erste Herren-Mannschaft 15-mal polnischer Meister wurde.

## Fußballabteilung
Die Fußballer von Śląsk spielten von 1964 bis 1969, von 1973 bis 1993, von 1995 bis zum Rückzug nach 32 Spieltagen in der Saison 1996/97, von 2000 bis 2002 und wieder ab 2008 in der höchsten polnischen Liga. Spielstätte war bis 2011 das Stadion an der ul. Oporowska in Breslau-Gräbschen (Grabiszyn), das bis 1945 Spielstätte der Breslauer Sportvereinigung 02 (BSV 02) war, des damals in der Stadt dominierenden Vereins. Zu Europapokalspielen in den 1970er- und 1980er-Jahren wich der WKS Śląsk in das weitaus größere Breslauer Olympiastadion aus. Das im Hinblick auf die Fußball-Europameisterschaft 2012 erbaute neue Stadion Miejski (heute: Tarczyński Arena) wurde in der Hinserie der Saison 2011/12 vom Verein bezogen.
Da der Verein in der Spielzeit 2010/11 Vizemeister der Ekstraklasa geworden war, war man in der Saison 2011/12 für die Qualifikation der UEFA Europa League berechtigt. Nachdem man in der zweiten Runde den schottischen Vertreter Dundee United nach einem 1:0-Sieg daheim und einer 2:3-Niederlage auswärts ausgeschaltet hatte, bezwang der Klub auch in der dritten Runde nach Elfmeterschießen den bulgarischen Vertreter Lokomotive Sofia mit 4:3 und zog in die Play-offs des Wettbewerbs ein, in denen man auf den rumänischen Club Rapid Bukarest traf und nach einem 1:3 und einem 1:1 ausschied.
In der Saison 2011/12 wurde Śląsk nach dem Umzug ins Stadion Miejski in der Liga erstmals Tabellenführer. Die Führung wechselte bis Saisonschluss mehrfach. Am letzten Spieltag sicherte sich die Mannschaft durch ein 1:0 bei Vorjahresmeister Wisła Krakau (Torschütze Rok Elsner) den zweiten Meistertitel nach 1977, mit einem Punkt Vorsprung vor den schlesischen Nachbarn von Ruch Chorzów und drei Punkten vor dem lange führenden Hauptstadtklub Legia Warschau. Als Meister qualifizierte man sich für die Qualifikationsrunde zur Champions League. Nachdem man in der zweiten Qualifikationsrunde gegen FK Budućnost Podgorica gewonnen hatte, scheiterte man an Helsingborgs IF und trat in den Play-offs zur Europa League gegen Hannover 96 an. Nach einem 3:5 im Heimspiel verlor man das Rückspiel in Hannover mit 1:5 und schied aus dem Wettbewerb aus. Nachdem sich Śląsk in der Saison 2023/24 ausschließlich wegen des schlechteren Torverhältnisses in der Meisterschaft hinter Jagiellonia Białystok mit Platz 2 begnügen musste, konnte man in der darauffolgenden Spielzeit 2024/25 den Abstieg in die Zweitklassigkeit nicht verhindern.
Śląsk Wrocław steht mit Ablauf der Saison 2024/25 auf dem achten Platz der Ewigen Tabelle der Ekstraklasa.

### Fans
Die Fans von Śląsk Wrocław nennen sich Szlachta z Wrocławia. In den 1980er Jahren waren viele Fans des Vereins in der freien Gewerkschaft Solidarność und der extremeren Solidarność Walcząca aktiv, die gegen das kommunistische Regime in Polen kämpften. Es ist daher nicht ungewöhnlich, antikommunistische und patriotische Parolen auf den Tribünen zu sehen.
Die Fans hegen eine Fan-Freundschaft mit Lechia Gdańsk und Wisła Krakau (Drei Könige der großen Städte, polnisch Trzej Królowie Wielkich Miast). Zudem zu Motor Lublin, Miedź Legnica und dem tschechischen Verein SFC Opava.
Eine besonders große Rivalität wird hingegen zu dem benachbarten Verein Zagłębie Lubin gepflegt. Spiele gegen Lubin sind daher oftmals Risikospiele.

### Statistik

#### Sportliche Erfolge
- Polnischer Meister
  - Meister: 1977, 2012
  - Vize-Meister: 1978, 1982, 2011, 2024
  - Dritter: 1975, 2013
- Polnischer Fußballpokal
  - Sieger: 1976, 1987
  - Finalist: 2013
- Polnischer Superpokal
  - Sieger: 1987, 2012
- Polnischer Ligapokal
  - Sieger: 2012
- Europapokal der Landesmeister
  - 1. Runde: 1977/78
- Europapokal der Pokalsieger
  - Viertelfinale: 1976/77
- UEFA-Pokal
  - Achtelfinale: 1975/76, 1978/79
- UEFA Europa Conference League
  - 3. Qualifikationsrunde: 2021/22

#### Europapokalbilanz
| Saison  | Wettbewerb                    | Runde                  | Gegner                      | Gesamt          | Hin     | Rück          |
| ------- | ----------------------------- | ---------------------- | --------------------------- | --------------- | ------- | ------------- |
| 1975/76 | UEFA-Pokal                    | 1. Runde               | GAIS Göteborg               | 5:4             | 1:2 (A) | 4:2 (H)       |
| 1975/76 | UEFA-Pokal                    | 2. Runde               | Royal Antwerpen             | 3:2             | 1:1 (H) | 2:1 (A)       |
| 1975/76 | UEFA-Pokal                    | 3. Runde               | FC Liverpool                | 1:5             | 1:2 (H) | 0:3 (A)       |
| 1976/77 | Europapokal der Pokalsieger   | 1. Runde               | FC Floriana                 | 6:1             | 4:1 (A) | 2:0 (H)       |
| 1976/77 | Europapokal der Pokalsieger   | 2. Runde               | Bohemians Dublin            | 4:0             | 3:0 (H) | 1:0 (A)       |
| 1976/77 | Europapokal der Pokalsieger   | Viertelfinale          | SSC Neapel                  | 0:2             | 0:0 (H) | 0:2 (A)       |
| 1977/78 | Europapokal der Landesmeister | 1. Runde               | DFS Lewski-Spartak Sofia    | 2:5             | 0:3 (A) | 2:2 (H)       |
| 1978/79 | UEFA-Pokal                    | 1. Runde               | AEK Larnaka                 | 7:3             | 2:2 (A) | 5:1 (H)       |
| 1978/79 | UEFA-Pokal                    | 2. Runde               | ÍBV Vestmannaeyja           | 4:1             | 2:1 (A) | 2:0 (H)       |
| 1978/79 | UEFA-Pokal                    | 3. Runde               | Borussia Mönchengladbach    | 3:5             | 1:1 (A) | 2:4 (H)       |
| 1980/81 | UEFA-Pokal                    | 1. Runde               | Dundee United               | 2:7             | 0:0 (H) | 2:7 (A)       |
| 1982/83 | UEFA-Pokal                    | 1. Runde               | FK Dynamo Moskau            | 3:2             | 2:2 (H) | 1:0 (A)       |
| 1982/83 | UEFA-Pokal                    | 2. Runde               | Servette FC Genève          | 1:7             | 0:2 (H) | 1:5 (A)       |
| 1987/88 | Europapokal der Pokalsieger   | 1. Runde               | Real Sociedad San Sebastián | 0:2             | 0:0 (A) | 0:2 (H)       |
| 2011/12 | UEFA Europa League            | 2. Qualifikationsrunde | Dundee United               | (a)3:3(a)       | 1:0 (H) | 2:3 (A)       |
| 2011/12 | UEFA Europa League            | 3. Qualifikationsrunde | Lokomotive Sofia            | 0:0 (4:3 i. E.) | 0:0 (H) | 0:0 n. V. (A) |
| 2011/12 | UEFA Europa League            | Play-offs              | Rapid Bukarest              | 2:4             | 1:3 (H) | 1:1 (A)       |
| 2012/13 | UEFA Champions League         | 2. Qualifikationsrunde | FK Budućnost Podgorica      | 2:1             | 2:0 (A) | 0:1 (H)       |
| 2012/13 | UEFA Champions League         | 3. Qualifikationsrunde | Helsingborgs IF             | 1:6             | 0:3 (H) | 1:3 (A)       |
| 2012/13 | UEFA Europa League            | Play-offs              | Hannover 96                 | 04:10           | 3:5 (H) | 1:5 (A)       |
| 2013/14 | UEFA Europa League            | 2. Qualifikationsrunde | FK Rudar Pljevlja           | 6:2             | 4:0 (H) | 2:2 (A)       |
| 2013/14 | UEFA Europa League            | 3. Qualifikationsrunde | FC Brügge                   | 4:3             | 1:0 (H) | 3:3 (A)       |
| 2013/14 | UEFA Europa League            | Play-offs              | FC Sevilla                  | 1:9             | 1:4 (H) | 0:5 (A)       |
| 2015/16 | UEFA Europa League            | 1. Qualifikationsrunde | NK Celje                    | 4:1             | 1:0 (A) | 3:1 (H)       |
| 2015/16 | UEFA Europa League            | 2. Qualifikationsrunde | IFK Göteborg                | 0:2             | 0:0 (H) | 0:2 (A)       |
| 2021/22 | UEFA Europa Conference League | 1. Qualifikationsrunde | Paide Linnameeskond         | 4:1             | 2:1 (A) | 2:0 (H)       |
| 2021/22 | UEFA Europa Conference League | 2. Qualifikationsrunde | FC Ararat Jerewan           | 7:5             | 4:2 (A) | 3:3 (H)       |
| 2021/22 | UEFA Europa Conference League | 3. Qualifikationsrunde | Hapoel Be’er Scheva         | 2:5             | 2:1 (H) | 0:4 (A)       |
| 2024/25 | UEFA Conference League        | 2. Qualifikationsrunde | Riga FC                     | 3:2             | 0:1 (A) | 3:1 (H)       |
| 2024/25 | UEFA Conference League        | 3. Qualifikationsrunde | FC St. Gallen               | 3:4             | 0:2 (A) | 3:2 (H)       |

Legende: (H) – Heimspiel, (A) – Auswärtsspiel, (N) – neutraler Platz, (a) – Auswärtstorregel, (i. E.) – im Elfmeterschießen, (n. V.) – nach Verlängerung
| Wettbewerb                  | Sp | S  | U  | N  | T+ | T-  |
| --------------------------- | -- | -- | -- | -- | -- | --- |
| UEFA Champions League       | 06 | 01 | 01 | 04 | 05 | 12  |
| Europapokal der Pokalsieger | 08 | 04 | 02 | 02 | 10 | 05  |
| UEFA-Pokal / Europa League  | 36 | 11 | 11 | 14 | 53 | 70  |
| UEFA Conference League      | 10 | 06 | 01 | 03 | 19 | 17  |
| Gesamt                      | 60 | 22 | 15 | 23 | 87 | 104 |

Stand: 15. August 2024

#### Trainer
- 1955–1959 Władysław Suchoń
- 1959–1960 Wilhelm Lugr
- 1960–1962 Zygmunt Czyżewski
- 1962–1965 Edward Metzger
- 1965–1966 Marian Kurdziel
- 1966–1967 Zdzisław Wolsza
- 1967–1968 Franciszek Głowacki
- 1969–1970 Artur Woźniak
- 1970–1971 Jozef Stanko
- 1971–1977 Władysław Żmuda
- 1977–1979 Aleksander Papiewski
- 1979–1980 Orest Lenczyk
- 1980–1983 Jan Caliński
- 1983–1984 Aleksander Papiewski
- 1984–1988 Henryk Apostel
- 1988 Alojzy Łysko
- 1988 Ryszard Urbanek
- 1989–1991 Romuald Szukiełowicz
- 1991–1992 Ryszard Urbanek
- 1992–1993 Tadeusz Pawłowski
- 1993–1995 Stanisław Świerk
- 1995–1996 Romuald Szukiełowicz
- 1996 Waldemar Prusik
- 1996 Jan Caliński
- 1996–1997 Wiesław Wojno
- 1997 Jerzy Kasalik
- 1997 Jan Caliński
- 1998 Edward Żugaj
- 1998 Aleksander Papiewski
- 1998 Grzegorz Kowalski
- 1998–1999 Wojciech Łazarek
- 1999–2000 Jan Caliński
- 2000–2001 Władysław Łach
- 2001 Janusz Wójcik
- 2001 Marian Putyra
- 2001–2002 Petr Němec
- 2002–2003 Marian Putyra
- 2004–2006 Ryszard Tarasiewicz
- 2006–2007 Jan Żurek
- 2007–2010 Ryszard Tarasiewicz
- 2010–2012 Orest Lenczyk
- 2012–2014 Stanislav Levý
- 2014–2015 Tadeusz Pawłowski
- 2015–2016 Romuald Szukiełowicz
- 2016 Mariusz Rumak
- 2017–2018 Jan Urban
- 2018 Tadeusz Pawłowski
- 2019–2021 Vítězslav Lavička
- 2021–2022 Jacek Magiera
- 2022 Piotr Tworek
- 2022–2023 Ivan Đurđević
- 2023–2024 Jacek Magiera
- seit 2024 Michal Hetel

#### Bekannte ehemalige Spieler
- Tomasz Bobel
- Bartosz Broniszewski
- Cristián Díaz
- Marcel Gecov
- Benjamin Imeh
- Zygmunt Kalinowski
- Jacek Kiełb
- Tomasz Kuszczak
- Adam Matysek
- Éric Mouloungui
- Krzysztof Ostrowski
- Dudu Paraíba
- Kazimierz Przybyś
- Andrzej Rudy
- Waldemar Sobota
- Vuk Sotirović
- Amir Spahić
- Ryszard Tarasiewicz
- Jan Tomaszewski
- Roman Wójcicki
- Władysław Żmuda

## Basketballabteilung
Die Basketballmannschaft des WKS Śląsk Wrocław spielt in der Polska Liga Koszykówki (PLK, Sponsorenname: Orlen Basket Liga) und im BKT EuroCup 2025/26. Śląsk Wrocław ist polnischer Rekordmeister. Hauptsächlich werden die Heimspiele in der Hala Orbita mit 3000 Plätzen ausgetragen. Zu Spielen mit großem Zuschauerinteresse wird auch in die Jahrhunderthalle mit 10.000 Plätzen gewechselt.

### Aktueller Kader
| Nr. | Nat.                    | Name                  | Position | Geburt     | Größe  | Info |
| --- | ----------------------- | --------------------- | -------- | ---------- | ------ | ---- |
| 3   | Polen                   | Błażej Kulikowski     | Guard    | 03.01.2001 | 195 cm |      |
| 4   | Polen                   | Jakub Nizioł          | Forward  | 08.05.1996 | 201 cm |      |
| 11  | Bosnien und Herzegowina | Ajdin Penava          | Center   | 11.03.1997 | 206 cm |      |
|     | Polen                   | Błażej Czerniewicz    | Guard    | 15.12.2002 | 198 cm |      |
|     | Kanada                  | Kadre Gray            | Guard    | 02.11.1997 | 185 cm |      |
|     | Ukraine                 | Issuf Sanon           | Guard    | 30.10.1999 | 194 cm |      |
|     | Polen                   | Aleksander Wiśniewski | Guard    | 13.01.2003 | 196 cm |      |
|     | Kanada                  | Noah Kirkwood         | Forward  | 05.03.1999 | 206 cm |      |
|     | Polen                   | Tymoteusz Sternicki   | Forward  | 10.06.2006 | 203 cm |      |
|     | Polen                   | Jakub Urbaniak        | Forward  | 12.01.2003 | 206 cm |      |
|     | Vereinigte Staaten      | Jared Coleman-Jones   | Center   | 01.01.2001 | 208 cm |      |

| Nat.     | Name             | Position   |
| -------- | ---------------- | ---------- |
| Lettland | Ainars Bagatskis | Head Coach |

| Abk. | Bedeutung                       |
| ---- | ------------------------------- |
| Nr.  | Trikotnummer                    |
| Nat. | Nationalität                    |
| C    | Mannschaftskapitän              |
| S    | Suspension                      |
|      | Verletzungsbedingte Inaktivität |

### Frühere Clubnamen
- ASCO Śląsk Wrocław
- Bergson Śląsk Wrocław
- Era Śląsk Wrocław
- Deichman Śląsk Wrocław
- Idea Śląsk Wrocław
- Zepter Śląsk Wrocław
- Śląsk Wrocław
- PCS Śląsk Wrocław

### Erfolge
- Polnischer Meister (18×): 1965, 1970, 1977, 1979, 1980, 1981, 1987, 1991, 1992, 1993, 1994, 1996, 1998, 1999, 2000, 2001, 2002, 2022
- Polnischer Pokal (13×): 1957, 1959, 1971, 1972, 1973, 1977, 1980, 1989, 1990, 1992, 1997, 2004, 2005, 2014
- Polnischer Supercup (3×): 1999, 2000, 2024

### Nicht mehr zu vergebende Trikotnummern
- 09 –  Maciej Zieliński
- 10 –  Adam Wójcik
- 11 –  Mieczysław Łopatka

## Handballabteilung
WKS Śląsk Wrocław spielt in der I liga polska w piłce ręcznej mężczyzn, Polens zweithöchster Spielklasse unterhalb der PGNiG Superliga Mężczyzn. Mit 15 gewonnenen Meisterschaften und sieben Pokalsiegen war er lange Zeit der erfolgreichste polnische Klub auf nationaler Ebene und seit seinem fünften Titelgewinn 1965 bis 2018 polnischer Rekordmeister. Erst 2019 wurde Wrocław vom finanzkräftigen neuen Serienmeister Vive Kielce überholt. Zwischen 1957 und 2004 landete die Śląsk-Mannschaft 35-mal auf einem der ersten drei Plätze in der polnischen Meisterschaft. Die Glanzzeit des Vereins waren die 1970er-Jahre, in denen er, unter anderem mit dem späteren Göppinger Bundesligaspieler Jerzy Klempel, siebenmal nacheinander Meister wurde. 1978 erreichte die Mannschaft als erstes polnisches Team das Endspiel im Europapokal der Landesmeister, unterlag dort jedoch dem SC Magdeburg mit 22:28 (10:18). Mit den beiden Finalteilnahmen von Wybrzeże Gdańsk 1986 und 1987 im selben Wettbewerb stellte dies den größten Erfolg des polnischen Vereinshandballs dar und wurde erst 2016 von Kielces Champions-League-Sieg übertroffen. Im Jahr 2009 stieg der Verein nach längerer Abwesenheit unter dem Namen AS-BAU Śląsk Wrocław wieder in die höchste Spielklasse – damals noch unter dem Namen Ekstraklasa – auf, 2016 musste er als Tabellenletzter wieder in die Zweitklassigkeit zurück.

### Erfolge
- Polnischer Meister: 1958, 1961, 1962, 1963, 1965, 1967, 1972, 1973, 1974, 1975, 1976, 1977, 1978, 1982, 1997
- Polnischer Pokalsieger: 1959, 1965, 1969, 1976, 1981, 1982, 1989
- Europapokal-Finalist: 1978